# Tholin

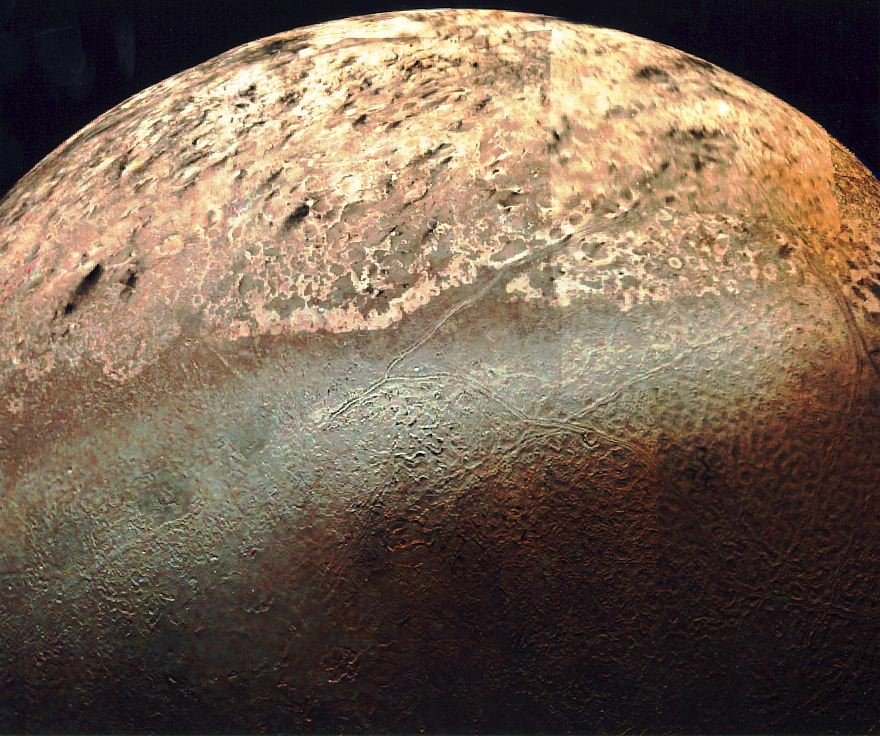
A tholinok okozhatják az egyes helyeken megfigyelhető vöröses, narancssárga vagy akár rózsaszín színeket a Tritonon

A tholinok (a görög θολός (tholósz) „sáros” szóból) olyan szerves vegyületek, amely a külső Naprendszer nitrogénben dús légköreiben ultraibolya sugárzás, vagy elektromos kisülések hatására keletkeznek.

## Etimológia
A kifejezést Carl Sagan neves amerikai csillagász és fizikus vezette be, amikor Urey-Miller típusú kísérleteket végzett munkatársaival a Cornell Egyetemen a Titán és a Triton légköréhez hasonló összetételű gázokon.
Az UV sugárzás, vagy elektromos kisülések hatására a gázokból keletkező heteropolimer szerkezetű anyag egy vöröses-sárgás massza volt. Mivel a Titán légkörét 95% N2 és 5% CH4, alkotja, a Tritonét pedig 99,9% N2 és 0,1% CH4, ezért a kísérletek egyúttal az ősföld viszonyait is modellezték valamilyen mértékben, ahol a H2O, az NH3 és a CH4 jelenlétét tételezték fel az Urey-Miller típusú kísérletekben is.

## Jeges tholinok
Másféle tholinok keletkeztek akkor, ha vízbe „ágyazottan”, klatrátok szerkezetében tartózkodtak az NH3, a CH4 és más egyszerűbb szerves molekulák. Az UV sugárzás hatására így keletkezett heteropolimereket vizes-tholinoknak nevezik.

## Aminosavak keletkeztek
Keletkezett tholint vízzel kapcsolatba hozva, Sagan és munkatársai olyan nagymolekulákat kaptak, melyek között aminosavak is megjelentek. Ma már mintegy 100 aminosav jelenléte ismert a kozmikus anyagok világában.

## Tholin-felszínek a külső-Naprendszerben
A külső-Naprendszerben főleg jegekkel borított felszínű holdakat és kisbolygókat  (Kentaurok) találunk. Az üstökösökben is jelen lehetnek ezek a vegyületek. Egyes kutatók feltételezik, hogy a korai Föld is gazdagon jutott az így kialakult molekuláris építőkockákhoz és ez a folyamat segített a földi élet kialakulásában.